# OM 100
L'OM 100 était une gamme de camions de moyen tonnage fabriquée par le constructeur italien OM-Officine Meccaniche entre 1967 et 1975. 
Les noms changeaient selon le tonnage et la motorisation, elle comportait les modèles :OM 100, OM 120 et OM 150 pour des PTC de 10, 12 et 15 tonnes.

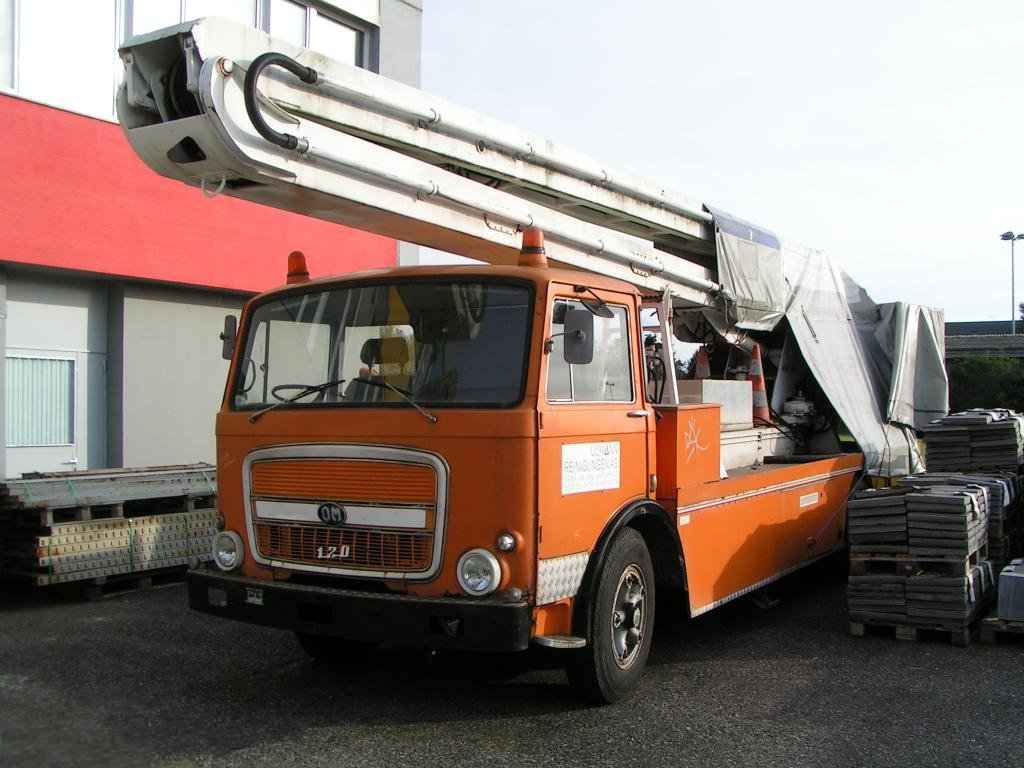
OM 120

## Histoire
La gamme OM 100 a été présentée en 1967 pour remplacer la précédente gamme baptisée "zoologique" composée des OM Leoncino petit lion, OM Tigrotto petit tigre, OM Tigre tigre, OM Lupetto petit loup, OM Cerbiatto petit cerf, OM Daino daim et OM Orsetto petit ours.
Cette nouvelle gamme reprenanit les caractéristiques des véhicules qui avaient contribué au succès des modèles précédents, robustesse, largeur réduite et grande polyvalence d'utilisation, et disposait d'une nouvelle cabine plus spacieuse et disposant d'une meilleure visibilité.
Cette gamme sera fabriquée à partir de 1968 et jusqu'en 1975, date à laquelle OM sera intégrée dans le groupe Iveco. 
C'est la très large gamme Iveco Zeta qui remplacera la gamme OM 100.